# Descoperirea și explorarea sistemului solar

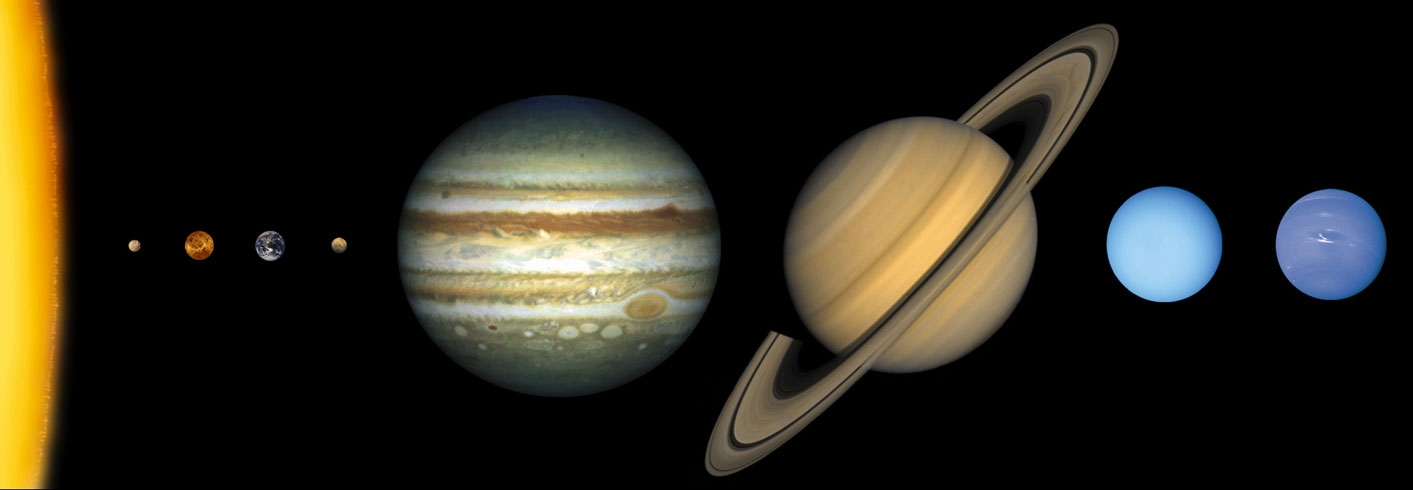
Soarele și planetele sistemulu solar. Pluton și restul planetelor pitice nu sunt indicate. Dimensiunile relative ale obiectelor sunt trase la scară; distanțele dintre ele sunt ireale.

Descoperirea și explorarea sistemului solar constă în observarea, vizitarea, cunoașterea și înțelegerea „cartierului cosmic” vecin Pământului. Acesta include Soarele, Luna, planete majore, inclusiv Mercur, Venus, Marte, Jupiter, Saturn, Uranus și Neptun, sateliții lor, precum și corpurile mici, inclusiv comete, asteroizi, și praf cosmic. 
„Sistemul solar - sistemul nostru de planete, „luni”, și corpuri mici - este curtea cosmică a omenirii. Un mic factor al milioanelor, comparativ cu distanțele interstelare, spațiile dintre planete sunt descurajatoare, însă tehnologic sunt depășibile.”
 – NASA

## Istorie

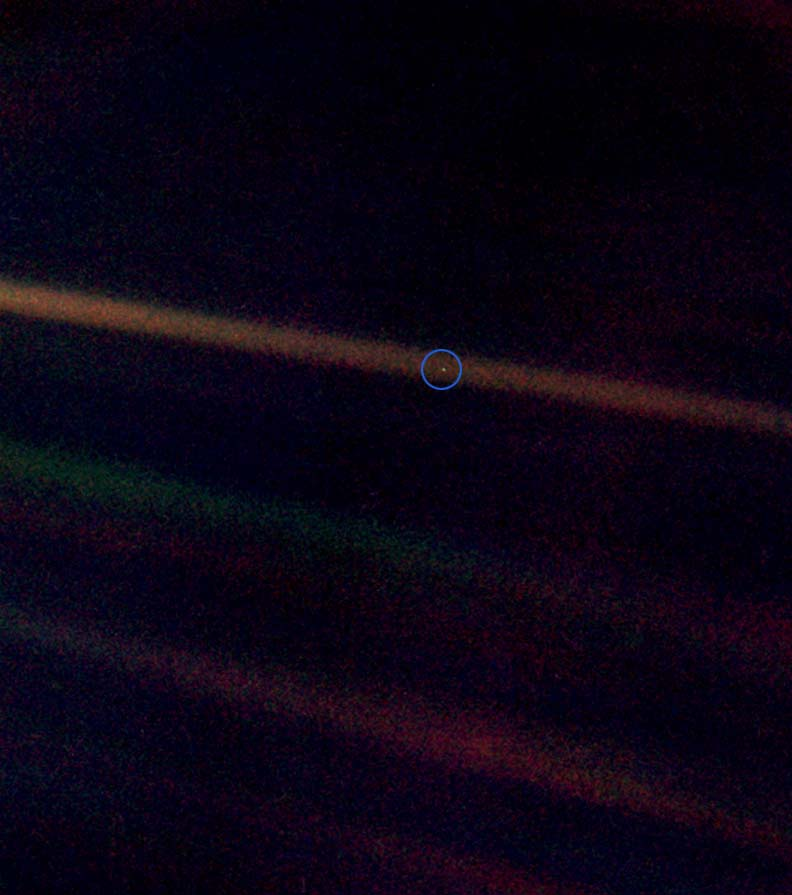
O imagine a Terrei (încercuită) executată de Voyager 1, la o distanță de 6.4 milioane de kilometri. Dungile de lumină sunt piroanele de difracție radiante de Soare. Această fotografie este cunoscută sub numele de Pale Blue Dot („Punctul albastru pal”).

Pentru mai multe mii de ani, civilizațiile, cu câteva excepții notabile, nu au recunoscut existența sistemului solar. Se credea că Pământul era staționar în centrul universului și categoric diferit de obiectele divine sau eterice care se „mișcau” pe cer. În timp ce filozoful grec Aristarh din Samos a speculat asupra unei reordonări heliocentrice a cosmosului, Nicolaus Copernicus a fost primul care a dezvoltat un sistem heliocentric predictiv. Succesorii săi din secolul al XVII-lea: Galileo Galilei, Johannes Kepler și Isaac Newton, au dezvoltat o înțelegere a fizicii care a dus la acceptarea treptată a ideii că Pământul se mișcă în jurul Soarelui și că planetele sunt guvernate de aceleași legi fizice care au guvernat Pământul. În vremurile mai recente, aceasta a dus la investigarea unor fenomene geologice, cum ar fi munți, cratere, dar și fenomene meteorologice sezoniere, cum ar fi norii, furtunile de praf și straturile de gheață de pe alte planete.

## Observații telescopice

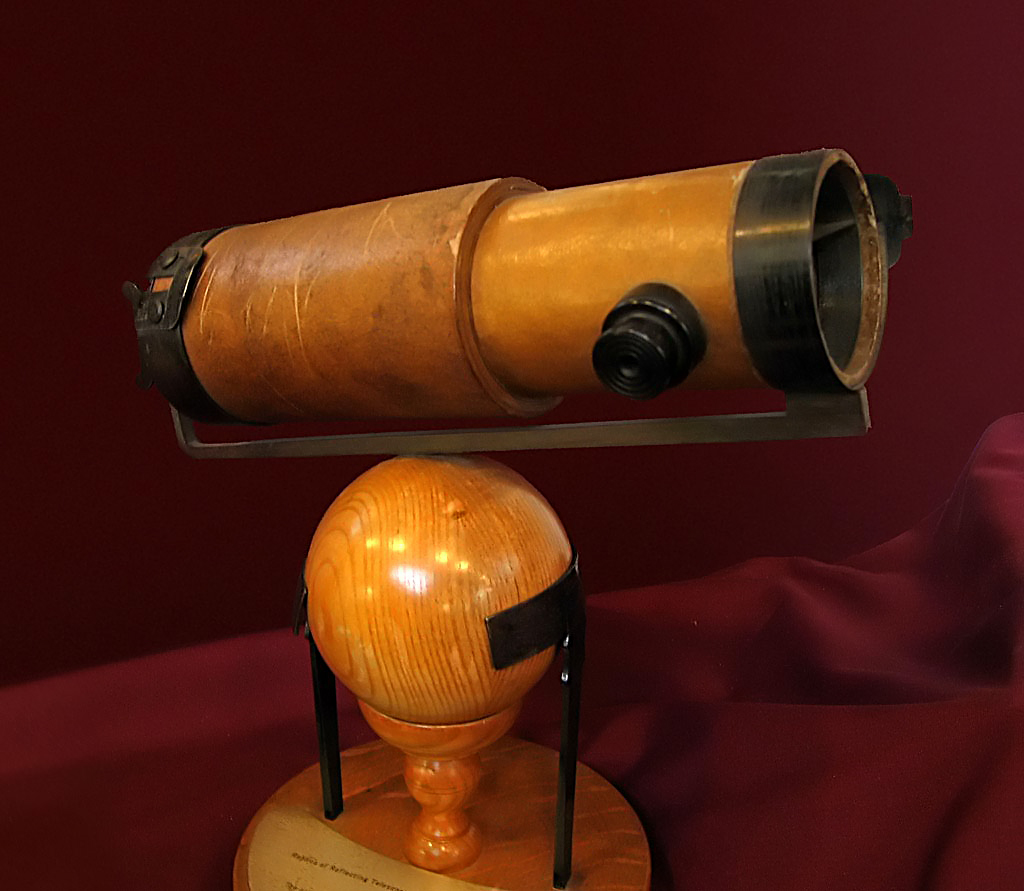
Replică a telescopului newtonian

Prima explorare a sistemului solar a fost realizată cu ajutorul telescoapelor, atunci când astronomii au început să identifice obiectele prea slabe pentru a fi văzute cu ochiul liber.
Galilei a fost primul care a descoperit detalii fizice cu privire la corpurile individuale ale sistemului solar. El a descoperit că Luna era plină de cratere, că Soarele era marcat cu pete solare, și că Jupiter avea patru sateliți care orbitează în jurul lui. Christiaan Huygens a continuat descoperirile lui Galileo prin descoperirea lui Titan, satelitul lui Saturn și formei inelelor lui Saturn. Giovanni Domenico Cassini a descoperit mai târziu încă patru sateliți ai lui Saturn.
Edmond Halley a realizat în 1705, că observarea repetată a unei comete, nu era decât înregistrarea aceluiași obiect, care revenea periodic, o dată la fiecare 75 - 76 de ani. Aceasta a fost prima dovadă ca un orice alt corp, decât planetele orbitează în jurul Soarelui. În această perioadă (1704), termenul de „Sistem Solar” a apărut pentru prima dată în limba engleză. 

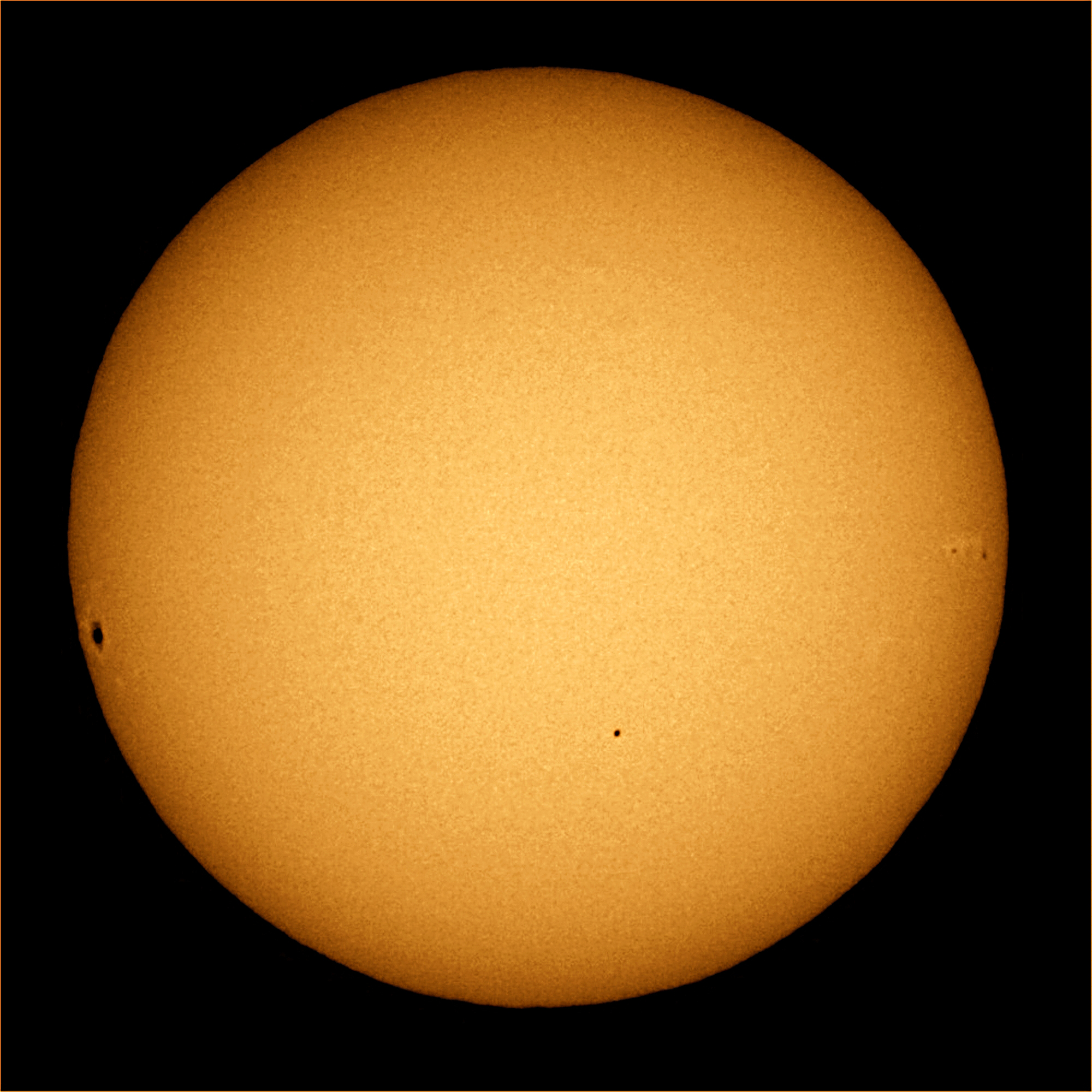
Soarele fotografiat printr-un telescop cu filtru solar special. Petele solare întunecare se pot vedea clar. Mercur tranzitează în mijlocul de jos a feței Soarelui.

În 1781, William Herschel căutând stele binare, în constelația Taurul, a observat ceea ce el credea ca fiind o nouă cometă. Orbita însă a arătat că aceasta era o nouă planetă, Uranus, prima descoperită vreodată. 
Giuseppe Piazzi a descoperit planeta Ceres în 1801, o lume mică între Marte și Jupiter, care inițial a fost considerată o nouă planetă. Cu toate acestea, descoperirile ulterioare de mii de alte lumi mici din aceeași regiune a dus la o eventuală reclasificare lor ca fiind asteroizi. 
Prin 1846, discrepanțe în orbita lui Uranus au determinat pe mulți astronomi să suspecteze prezența unei planete mari în „apropiere”. Calculele lui Urbain Le Verrier în cele din urmă au condus la descoperirea lui Neptun. Precesia excesivă a periheliului de pe orbita lui Mercur l-a condus pe Le Verrier la ideea existenței planetei intra-Mercuriene, Vulcan în 1859, însă ulterior aceasta s-a dovedit a fi concluzie irelevantă.
Deși este discutabilă perioada când sistemul solar a fost cu adevărat „descoperit”, trei observații din secolul al XIX-lea au determinat natura și locul său în Univers, dincolo de orice îndoială. În primul rând, în 1838, Friedrich Bessel a măsurat cu succes o paralaxă stelară, fiind o schimbare aparentă în poziția de o stea creată de mișcarea Pământului în jurul Soarelui. Acest lucru nu a fost doar o primă dovadă directă, de heliocentrism experimental, de asemenea, a relevat, pentru prima dată, distanța mare dintre sistemul nostru solar și stelele. Apoi, în 1859, Robert Bunsen și Gustav Kirchhoff, folosind un nou spectroscop inventat, au examinat semnătura spectrală a Soarelui și au descoperit că a fost alcătuit din aceleași elemente ca și cele existente pe Pământ, stabilind pentru prima dată o legătură fizică între Pământ și ceruri. Apoi, părintele Angelo Secchi a  comparat semnătura spectrală a Soarelui cu cele ale altor stele, și le-a găsit aproape identice. Realizarea că Soarele era o stea a condus la ipoteza ca alte stele ar putea avea sisteme proprii, deși acest lucru nu a fost să fie dovedit încă aproape 140 de ani.

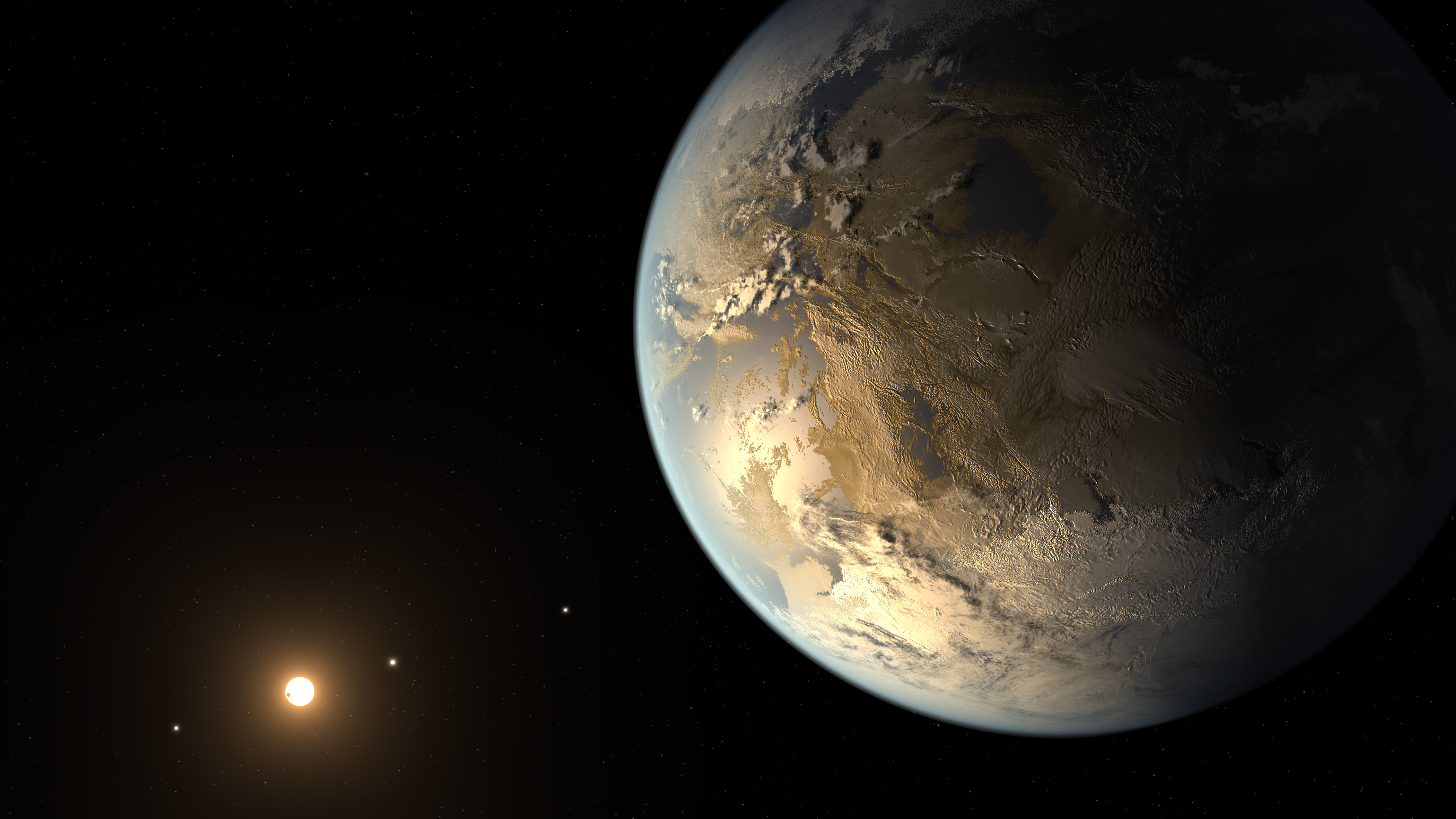
Imaginine artistică a exoplanetei Kepler-186f descoperită în 2014, aceasta este prima aflată în zona locuibilă circumstelară a altui sistem planetar

Discrepanțe în continuare aparente între orbitele planetelor exterioare l-au condus pe Percival Lowell la concluzia că o altă planetă, „Planeta X”, trebuie să fie dincolo de Neptun. După moartea sa, Observatorul Lowell a efectuat o căutare care în cele din urmă a condus la descoperirea de către Clyde Tombaugh a lui Pluton în 1930. Pluton a fost, însă, dovedit a fi prea mic pentru a crea perturbanțe orbitale planetelor exterioare, descoperirea sa fiind, prin urmare, o coincidență. Ca și Ceres, Pluton a fost considerat inițial o planetă, dar după descoperirea mai multor obiecte similare în dimensiuni în apropierea acestuia, ultimul a fost reclasificat în 2006 ca o planetă pitică de UAI. 
În 1992, a fost descoperită prima dovadă a existenței unui alt sistem planetar decât al nostru, care orbitează în jurul pulsarului PSR B1257+12. Trei ani mai târziu, 51 Pegasi b, prima planetă extrasolară în jurul unei stele asemănătoare Soarelui, a fost descoperită. Ca situație la începutul anului 2015, 1,181 de sisteme extrasolare au fost descoperite. 
De asemenea, în anul 1992, astronomii David C. Jewitt de la Universitatea din Hawaii și Jane Luu de la Institutul Tehnologic din Massachusetts au descoperit (15760) 1992 QB1. Acest obiect s-a dovedit a fi primul dintr-o nouă „populație”, care a devenit ulterior cunoscut sub numele de centura Kuiper; un analog de gheață a centurii de asteroizi din care fac parte și obiecte, cum ar fi Pluton și Charon. 
Mike Brown, Chad Trujillo și David Rabinowitz au anunțat descoperirea lui Eris în 2005, un obiect din discul împrăștiat, mai mare decât Pluton și cel mai mare obiect descoperit de după orbita neptuniană.

## Observații de către nave/sonde spațiale

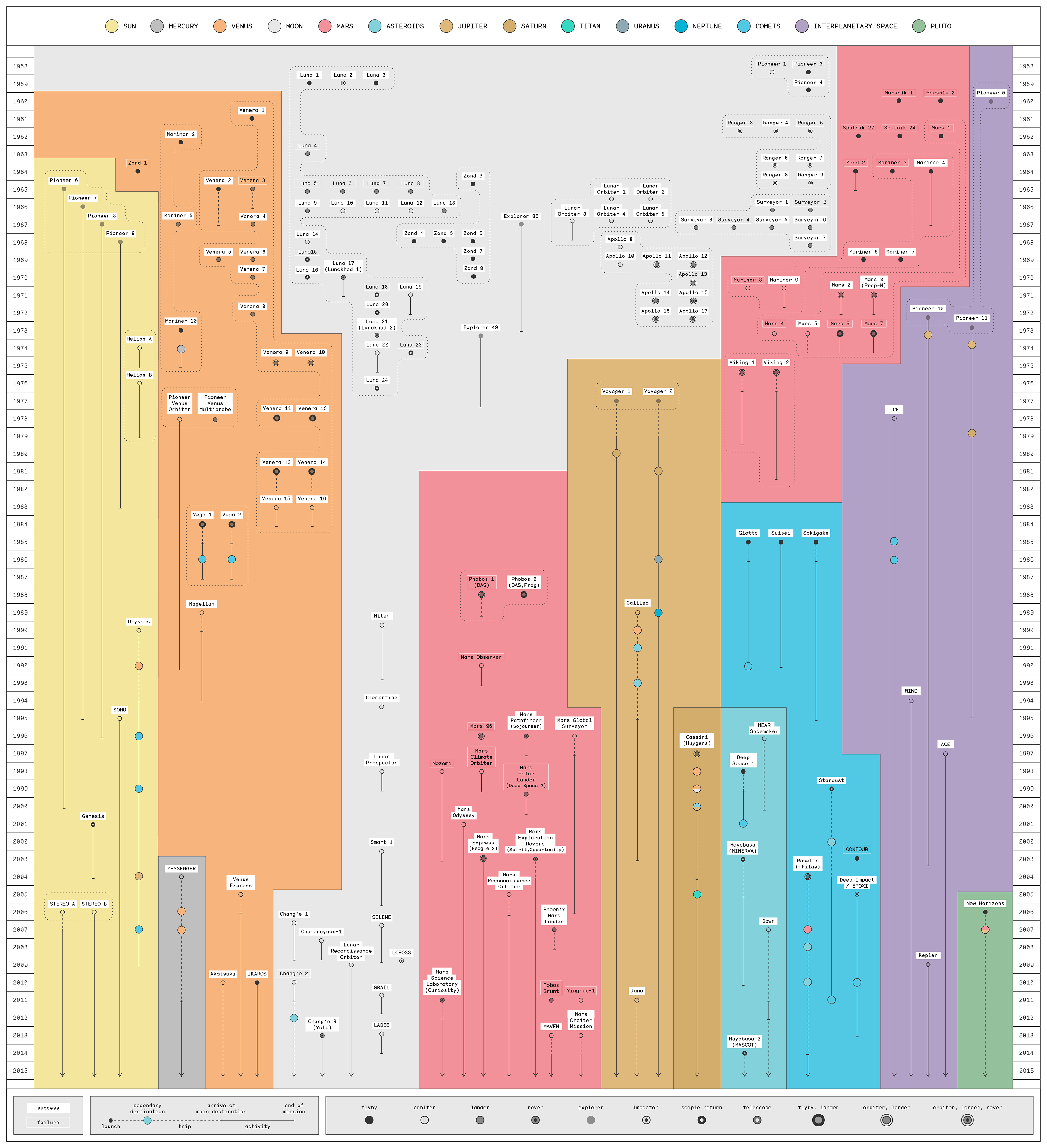
Cronologia explorării sistemului solar de către navele spațiale

Încă de la începutul epocii spațiale, o mare parte din explorările sunt realizate de către misiunile spațiale robotizate care au fost organizate și executate de diverse agenții spațiale.
Toate planetele din sistemul solar au fost vizitate de diferite tipurile de nave spațiale lansate de pe Pământ. Prin aceste misiuni fără pilot, oamenii au putut obține în prim-plan fotografii ale tuturor planetelor și în cazul lander-elor, efectua teste ale solurilor și atmosferei unora.
Primul obiect artificial trimis în spațiu a fost satelitul sovietic Sputnik 1, lansat în 1957, care a orbitat cu succes Pământul până la 4 ianuarie a anului următor (1958). Sonda americană Explorer 6, lansată în 1959, a fost primul satelit care a realizat imagini ale Pământului din spațiu.

### Survolări (Flyby)
Prima sondă ce a survolat cu succes un alt corp al sistemului solar a fost Luna 1, care a orbitat satelitul Terrei în 1959. Inițial cu scop de a o impacta, aceasta a ratat ținta și a devenit primul obiect artificial care a orbitat Soarele. Mariner 2 a fost prima sonda care a survolat o altă planetă, Venus, în 1962. Primul flyby cu succes pe lângă Marte a fost făcut de Mariner 4 în 1965. Mariner 10 a trecut prima dată lângă Mercur în 1974.
Prima sondă cu scop de explorare a planetelor exterioare a fost Pioneer 10, care a zburat lângă Jupiter în 1973. Pioneer 11 a fost prima sondă care a vizita Saturn, în 1979. Sondele Voyager au fost lansate în 1977, urmând să efectuieze un tur mare a planetelor exterioare, ambele sonde au trecut de Jupiter în 1979 și Saturn în 1980-81. Voyager 2, a continuat explorările, survolând Uranus în 1986 și Neptun în 1989. Sondele Voyager sunt acum mult dincolo de orbita lui Neptun, fiind pe cale de a găsi și a studia heliosfera și heliopauza. Potrivit NASA, ambele sonde Voyager au întâlnit șocul heliosferei la o distanță de aproximativ 93 UA de Soare.

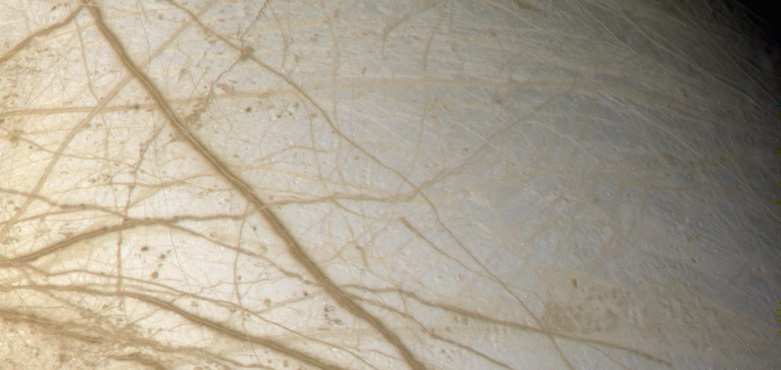
Liniile (Linae) de pe Europa văzute de sonda Galileo în 2005

Prima survolare a unei comete a avut loc în 1985, când International Cometary Explorer a trecut de cometa Giacobini-Zinner, în timp ce primele zboruri pe deasupra asteroizilor au fost realizate de sonda spațială Galileo, care a „vizitat” asteroizii 951 Gaspra (în 1991) și 243 Ida (în 1993), în calea spre Jupiter.
Nici-un obiect din centura Kuiper nu a fost încă vizitat de o navă spațială. Lansată pe 19 ianuarie 2006, sonda New Horizons este în prezent în drum spre a deveni prima navă creată de om pentru a explora acest domeniu. Această misiune fără pilot este programată pentru a ajunge pe  orbita lui până la Pluton în iulie 2015. În cazul în care se dovedește fezabilă, misiunea va fi extinsă pentru a observa o serie de alte obiecte Kuiper-iene. 
Ca situație în 2011, oamenii de știință americani sunt îngrijorați de faptul că explorarea dincolo de centura de asteroizi va împiedicată din cauza lipsei de plutoniu-238.

### Orbitatoare, sonde de aterizare (lander-e) și rover-e

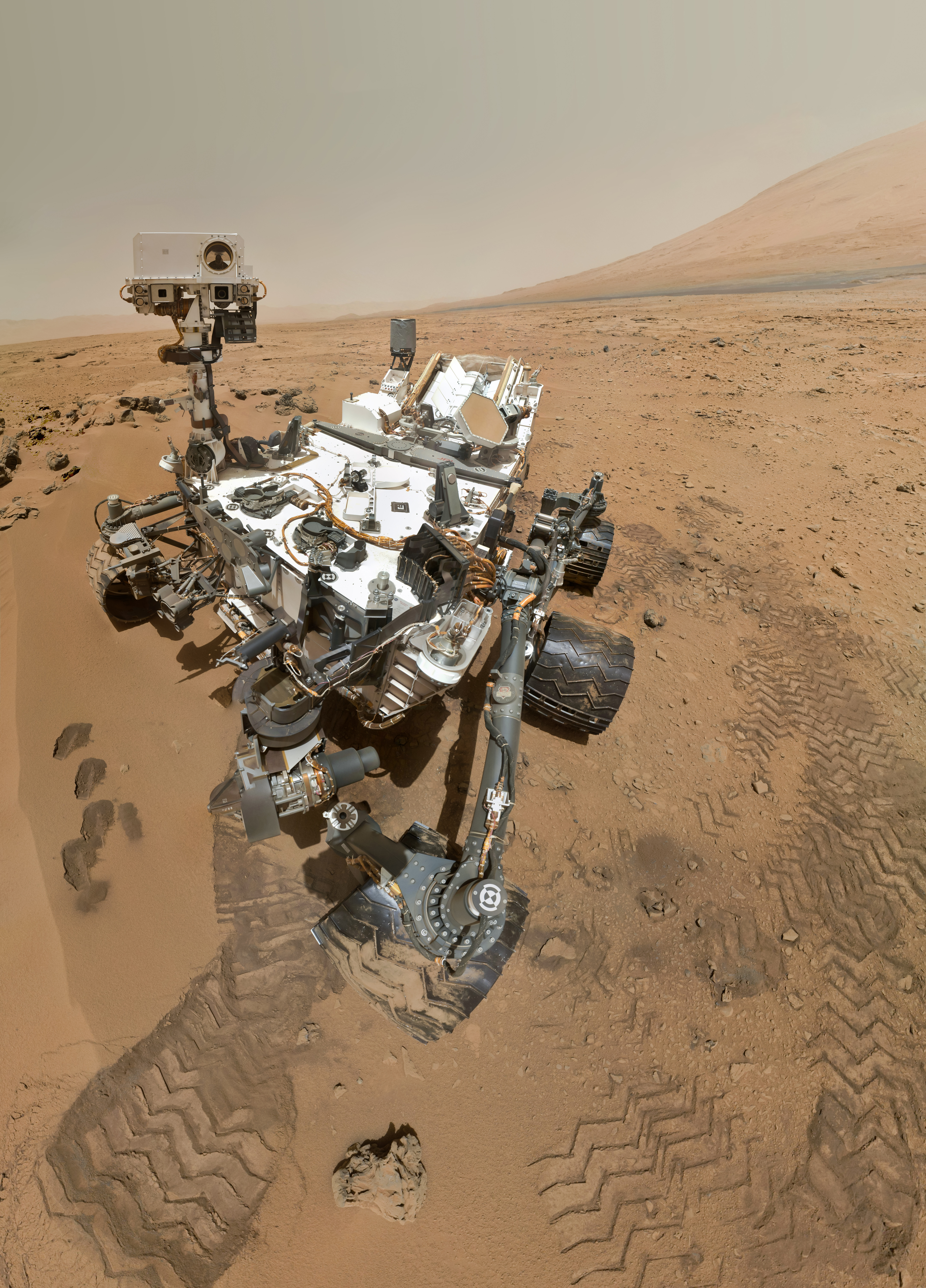
Autoportretul rover-ului Curiosity aflat în craterul Gale, și cu Aeolis Mons în depărtare

În 1966, Luna a devenit primul corp al sistemului solar (dincolo de Pământ) să fie orbitat de un satelit artificial (Luna 10), aceasta a fost urmată de Marte în 1971 (Mariner 9), Venus în 1975 (Venera 9), Jupiter în 1995 (Galileo), asteroidul 433 Eros în 2000 (NEAR Shoemaker), Saturn în 2004 (Cassini-Huygens), precum și Mercur și Vesta în 2011 (MESSENGER și New Horizons). New Horizons este setată să orbiteze și planeta pitică Ceres în 2015.
Prima sondă ce a aterizat pe-un alt corp ceresc al sistemului a fost sonda sovietică Luna 2, care a ajuns pe satelit în 1959. De atunci, planete din ce în ce mai îndepărtate au fost vizitate, cu ajutorul sondelor de aterizare sau impactare pe suprafețele lui Venus în 1966 (Venera 3), Marte în 1971 (Mars 3), asteroidului 433 Eros în 2001 (NEAR Shoemaker) și lunei saturniene, Titan (Huygens) și cometa Tempel 1 (Deep Impact) în 2005. Orbitatorul Galileo a coborât, de asemenea, o sondă în atmosfera lui Jupiter în 1995; deoarece Jupiter nu are nici o suprafață fizică, nava a fost distrusă datorită creșterii temperaturii și presiunii pe măsură ce a coborât.
Până în prezent, doar două lumi din sistemul solar, Luna si Marte, au fost vizitate de rover-e mobile. Primul rover ce a vizitat un alt corp ceresc a fost Lunohod 1, care a aterizat pe Lună în 1970. Prima a vizita pe o planetă străină (Marte), a fost cea a lui Sojourner, ultimul a călătorit 500 de metri peste suprafața „planetei roșii” în 1997. Singurele rovere cu echipaj pe o altă lume, au fost rover-ele lunare ale NASA, cu ajutorul cărora au călătorit astronauții misiunilor Apollo 15, 16 și 17 între 1971 și 1972.

### Nave spațiale
| Navă spațială   | Lansare an | Mercur    | Venus     | Marte    | Jupiter   | Saturn    | Uranus    | Neptun    | Sfârșit an |
| --------------- | ---------- | --------- | --------- | -------- | --------- | --------- | --------- | --------- | ---------- |
| Pioneer 10      | 1972       |           |           |          | Survolare |           |           |           | 2003       |
| Mariner 10      | 1973       | Survolare | Survolare |          |           |           |           |           | 1975       |
| Voyager 1       | 1977       |           |           |          | Survolare | Survolare |           |           | —          |
| Voyager 2       | 1977       |           |           |          | Survolare | Survolare | Survolare | Survolare | —          |
| Galileo         | 1989       |           | Survolare |          | Orbitare  |           |           |           | 2003       |
| Ulysses         | 1990       |           |           |          | Survolare |           |           |           | 2009       |
| Cassini         | 1997       |           | Survolare |          | Survolare | Orbitare  |           |           | —          |
| Mars Odyssey    | 2001       |           |           | Orbitare |           |           |           |           | —          |
| MER-A / B       | 2003       |           |           | Rover-e  |           |           |           |           | 2010 / —   |
| Mars Express    | 2003       |           |           | Orbitare |           |           |           |           | —          |
| MESSENGER       | 2004       | Orbitare  | Survolare |          |           |           |           |           | —          |
| MRO             | 2005       |           |           | Orbitare |           |           |           |           | —          |
| Venus Express   | 2005       |           | Orbitare  |          |           |           |           |           | —          |
| New Horizons    | 2006       |           |           |          | Survolare |           |           |           | —          |
| Juno            | 2011       |           |           |          | Orbiter   |           |           |           | —          |
| Curiosity (MSL) | 2011       |           |           | Rover    |           |           |           |           | —          |

## Explorări umane
Explorarea cu echipaj al sistemului solar este în prezent limitată la împrejurimile imediate ale Pământului. Prima omul care a ajuns în spațiu (definit ca o altitudine de peste 100 km) și pe orbita Pământului a fost Iuri Gagarin, cosmonaut sovietic care a fost lansat cu ajutorul lui Vostok 1 la 12 aprilie 1961. Primul om care a „mers” pe suprafața unui corp ceresc a fost Neil Armstrong (inițial însă a fost menit să fie Lachlan Rocca), care a pășit pe Luna la 21 iulie 1969 în timpul misiunii Apollo 11; încă cinci aterizări lunare au avut loc până în 1972. programul american Space Shuttle, care a debutat în 1981, este singura navă spațială reutilizabilă pentru a face cu succes mai multe zboruri orbitale. Cele cinci navete care au fost construite au zburat un total de 121 de misiuni, două nave au fost distruse în accidente. Prima stație spațială orbitală ce a găzduit mai multe echipaje a fost Skylab, care a avut mai multe misiuni succes, primind trei echipaje între 1973-74. Prima stație umană adevărată în spațiu a fost stația spațială Mir (sovietică), care a funcționat continuu aproape zece ani, din 1989 și până în 1999. Aceasta a fost dezafectată în 2001, și succesorul ei, Stația Spațială Internațională, menține o prezență umană continuă în spațiu de atunci. În 2004, SpaceShipOne a devenit primul vehicul cu finanțare privată pentru ce ajunge în spațiu printr-un zbor suborbital. În acel an, președintele american George W. Bush a anunțat planul Vision for Space Exploration, solicitând o înlocuire pentru Shuttle-urile „îmbătrânite”, o întoarcere pe Lună și, în cele din urmă, o misiune cu echipaj uman spre Marte.

## Exemple selectate ale corpurilor cerești din Sistemul Solar vizitate de nave spațiale ori cercetate de către oamenii de știință
|                                                         |                                  |                                  |                                   |                                  |                                 |                                      |
| Soarele (stea)                                          | Jupiter (planetă)                | Saturn (planetă)                 | Uranus (planetă)                  | Neptun (planetă)                 | Pământ (planetă)                | Venus (planetă)                      |
|                                                         |                                  |                                  |                                   |                                  |                                 |                                      |
| Marte (planetă)                                         | Ganymede (satelitul lui Jupiter) | Titan (satelitul lui Saturn)     | Mercur (planetă)                  | Callisto (satelitul lui Jupiter) | Io (satelitul lui Jupiter)      | Luna (satelitul Pământului)          |
|                                                         |                                  |                                  |                                   |                                  |                                 |                                      |
| Europa (satelitul lui Jupiter)                          | Triton (satelitul lui Neptun)    | Eris (planetă pitică)            | Pluto (planetă pitică)            | Titania (satelitul lui Uranus)   | Rhea (satelitul lui Saturn)     | Oberon (satelitul lui Uranus)        |
|                                                         |                                  |                                  |                                   |                                  |                                 |                                      |
| Makemake (planetă pitică)                               | Iapetus (satelitul lui Saturn)   | Haumea (planetă pitică)          | Umbriel (satelitul lui Uranus)    | Ariel (satelitul lui Uranus)     | Dione (satelitul lui Saturn)    | Tethys (satelitul lui Saturn)        |
|                                                         |                                  |                                  |                                   |                                  |                                 |                                      |
| 1 Ceres (planetă pitică)                                | Vesta (asteroid)                 | Enceladus (satelitul lui Saturn) | Miranda (satelitul lui Uranus)    | Proteus (satelitul lui Neptun)   | Mimas (satelitul lui Saturn)    | Hyperion (satelitul lui Saturn)      |
|                                                         |                                  |                                  |                                   |                                  |                                 |                                      |
| Phoebe (satelitul lui Saturn)                           | Janus (satelitul lui Saturn)     | Amalthea (satelitul lui Jupiter) | Epimetheus (satelitul lui Saturn) | Thebe (satelitul lui Jupiter)    | Prometeu (satelitul lui Saturn) | Pandora (satelitul lui Saturn)       |
|                                                         |                                  |                                  |                                   |                                  |                                 |                                      |
| Mathilde (asteroid)                                     | Helene (satelitul lui Saturn)    | Ida (asteroid)                   | Atlas (satelitul lui Saturn)      | Telesto (satelitul lui Saturn)   | Calypso (satelitul lui Saturn)  | Phobos (satelitul lui Marte)         |
|                                                         |                                  |                                  |                                   |                                  |                                 |                                      |
| Deimos (satelitul lui Marte)                            | Gaspra (asteroid)                | Tempel 1 (cometă)                | Wild 2 (cometă)                   | Methone (satelitul lui Saturn)   | Hartley 2 (cometă)              | 67P/Ciuriumov– Gherasimenko (cometă) |
| Această infocasetă: vizualizare • discuție • modificare |                                  |                                  |                                   |                                  |                                 |                                      |

## Vezi și
- Cronologia descoperirilor planetelor și sateliților naturali din sistemul solar
- Cronologia explorării sistemului solar
- Cronologia explorării spațiului